# Fadia Stella
Fadia Stella   (Nairobi, 30 de desembre de 1974) és una actriu kenyana. És més coneguda pels papers a les pel·lícules Caramel i Déjà mort.

## Vida personal
Va néixer el 30 de desembre de 1974 a Nairobi, Kenya.

## Carrera professional
L'any 1998 va debutar al cinema en la pel·lícula Déjà mort amb un paper menor com «l'amiga d'Alain». Més tard, el 2007, va fer un paper principal en la pel·lícula Caramel. La pel·lícula es va estrenar el 20 de maig al Festival de Cannes de 2007, a la secció de la Quinzena de Cineastes. Més tard, la pel·lícula es va presentar també per a la Càmera d'Or. La pel·lícula va rebre elogis de la crítica i es va distribuir a més de 40 països.

## Filmografia
| Any  | Pel·lícula | Paper                         | Ref. |
| ---- | ---------- | ----------------------------- | ---- |
| 1998 | Déjà mort  | Amiga d'Alain a casa de David |      |
| 2007 | Caramel    | Christine                     |      |